# Zdravko Todorov
Zdravko Todorov (Bulgaars: Здравко Тодоров) (Charmanli, 28 november 1982) is een Bulgaars voetballer (aanvaller) die van 2004 tot 2008 voor de Bulgaarse eersteklasser Beroe Stara Zagora speelde.

## Carrièrestatistieken
| Seizoen | Club               | Land      | Competitie | Wed. | Goals |
| ------- | ------------------ | --------- | ---------- | ---- | ----- |
| 2004/05 | Beroe Stara Zagora | Bulgarije | A PFG      | 7    | 0     |
| 2005/06 | Beroe Stara Zagora | Bulgarije | A PFG      | 18   | 0     |
| 2006/07 | Beroe Stara Zagora | Bulgarije | A PFG      | 18   | 2     |
| 2007/08 | Beroe Stara Zagora | Bulgarije | A PFG      | 8    | 0     |
| Totaal  | Totaal             | Totaal    | Totaal     | 51   | 2     |